# Иванюков, Иван Иванович
Иван Иванович Иванюков (19 [31] октября 1844, Староконстантинов — 26 марта [8 апреля] 1912, Санкт-Петербург) — российский экономист.

## Биография
Родился в дворянской семье. Окончив Первый кадетский корпус, служил офицером в кавалерии. Выйдя в отставку, поступил вольнослушателем на естественный факультет Петербургского университета, посещал также лекции филологического и юридического факультетов. В 1867 году окончил университет со степенью кандидата и уехал в США знакомиться с научными достижениями американских экономистов и «бытом социалистических общин».
В 1870 году защитил магистерскую диссертацию «Экономическая теория Маклеода» и был назначен в Императорский Варшавский университет профессором финансового права. С 1873 года — преподаватель Петровской земледельческой и лесной академии по кафедре политической экономии и статистики, экстраординарный профессор с 1878 года, ординарный — с января 1879 года.
В период русско-турецкой войны 1877—1878 гг. был командирован в действующую армию в качестве комиссара финансов при князе В. А. Черкасском, руководил устройством финансов на освобождённых от турецких оккупантов землях.
В 1881 году защитил докторскую диссертацию: «Основные положения экономической политики с Адама Смита до настоящего времени», в которой критически оценил систему свободной конкуренции и развил идеи историко-реалистической школы.
С 1894 году, после закрытия Петровской академии, работал в «Русских ведомостях» и «Русской мысли», где составлял ежемесячные обзоры провинциальной жизни. В 1899 году заведовал кафедрой политической экономии в Варшавском политехническом институте, с 1902 году — в Петербургском политехническом институте. В 1906 году сотрудничал с газетой «Страна». Вступил в Партию демократических реформ.
Иван Иванович Иванюков (возможно, полный тёзка) был членом основанной в 1906 году масонской ложи «Феникс» Великой ложи Франции.
Иван Иванович Иванюков умер 26 марта (8 апреля) 1912 года в городе Санкт-Петербурге.

## Научная деятельность
Являлся последователем историко-реалистической школы новейшей формации, признающей относительность экономических явлений, зависимость их от времени и места и, следовательно, их эволюцию. Не находил принципиального различия между строго-научным социализмом и реалистической школой; во многих своих теоретических взглядах, например, в теории ценности, капитализма, распределения, придерживался взглядов Карла Маркса. Доказывал необходимость государственного вмешательства и широких социальных реформ.

## Награды и признание
- Самаринская премия Московского университета — за работу «Падение крепостного права в России» (1882)[3].

## Избранная библиография
- Иванюков И. И. Экономическая теория Маклеода : Рассуждение, представл. в Юрид. фак. Имп. С.-Петерб. ун-та для получения степ. магистра полит. экономии. — СПб.: тип. В. Демакова, 1870. — 140 с.
- Иванюков И. И. Основные положения теории экономической политики с Адама Смита до настоящего времени. — М.: типо-лит. И.Н. Кушнерев и К°, 1880. — 151 с.
  - . — 2-е изд. — М.: Н. И. Мамонтов, 1881. — 208 с.
  - . — 3-е изд., испр. и доп. — М.: Н. И. Мамонтов, 1891. — 251 с.
  - . — 3-е изд., испр. и доп. — СПб.: Брокгауз-Ефрон, 1904. — 168 с. — (Библиотека самообразования).
- Иванюков И. И., Ковалевский М. М. У подошвы Эльбруса. — Нальчик: Издательство М.и В. Котляровых. 2009 — 80 с.
- Иванюков И. И. Падение крепостного права в России. — СПб.: Н. И. Мамонтов, 1882. — 409 с.
  - . — 2-е изд. — СПб.: Обществ. польза, 1903. — 400 с.
- Иванюков И. И. Политическая экономия как учение о процессе развития экономических явлений. — СПб.: тип. М. М. Стасюлевича, 1885. — 548 с.
  - . — 2-е изд. — М.: Н. И. Мамонтов, 1886. — 489 с.
  - . — 3-е изд. — М.: Н. И. Мамонтов, 1891. — 489 с.
  - . — 4-е изд. — М., 1895.
- Иванюков И. И. Промышленно-торговые организации за границей : Доклад на 1-м съезде Союза пром. и торг. предприятий Рос. империи. — [СПб.]: тип. В. Киршбаума, [1906]. — 7 с.